# Schizopera chaetosa
Schizopera chaetosa är en kräftdjursart som beskrevs av Petkovski 1954. Schizopera chaetosa ingår i släktet Schizopera och familjen Diosaccidae. Inga underarter finns listade i Catalogue of Life.